# Новоуглянка
Новоуглянка (рос. Новоуглянка) — село в Усманському районі Липецької області Російської Федерації.
Населення становить 1570  осіб. Належить до муніципального утворення Дівицька сільрада.

## Історія
З 13 червня 1934 до 1954 року у складі Воронезької області. Відтак входить до складу Липецької області.
Згідно із законом від 2 липня 2004 року №114-оз органом місцевого самоврядування є Дівицька сільрада.

## Населення
| 2010 | 2011  |
| ---- | ----- |
| 1582 | ↘1570 |